# Привокзальний майдан (Житомир)
Привокза́льний майда́н — майдан перед залізничним вокзалом станції Житомир, який носить назву на його честь.
Привокзальний майдан розташований у Корольовському районі міста Житомира, до якого прилучаються Київська вулиця, Київське шосе і Вокзальна вулиця. 

## Історія
Станція Житомир довгий час залишалася периферійною. У 1912 році імператор Микола II видав указ про будівництво ширококолійної залізниці Коростень — Житомир — Бердичів. На будівництво нової залізниці пішло три роки. Разом з новою дорогою у 1915 році в Житомирі з'явився і новий кам'яний вокзал. Він був споруджений поряд зі старим дерев'яним, який був побудований у 1896 році. Новий вокзал проіснував практично в незмінному вигляді до 1971 року. У будівлі була проведена реконструкція, і зараз в ньому розміщується адміністрація станції Житомир. Сучасну будівлю вокзалу збудували у 1970-х роках.

## Транспорт
Привокзальний майдан є однією з найінтенсивніших магістралей міста, через який  курсують:
- тролейбуси № 1, 2, 3, 4, 4а, 15а;
- маршрутні таксі № 10, 11, 26, 37, 53, 53а, 58, автобус № 102.

Підвезення пасажирів до ранкових приміських потягів здійснюється тролейбусами, відправлення з кінцевих зупинок: Гідропарк та Крошня (о 4 год. 46 хв.), Смолянка (о 5 год. 03 хв.), Ялинка (о 4 год. 23 хв.), які до 5 год. 20 хв. — 5 год. 30 хв. прибувають до залізничного вокзалу.
На відстані 500 м від Привокзального майдану розташований міжміський автовокзал на Київській вулиці.

## Панорами майдану

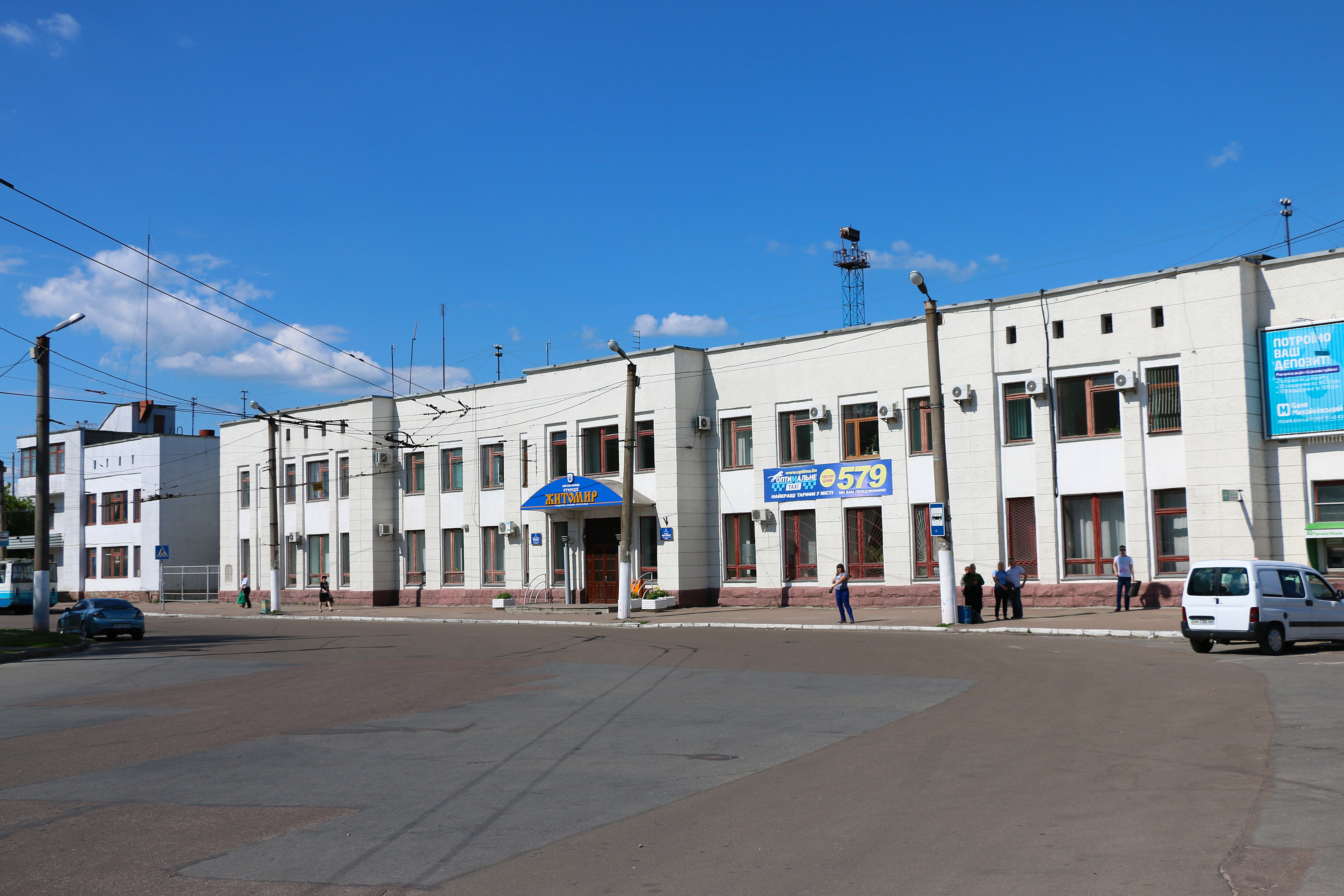
Привокзальний майдан, 1
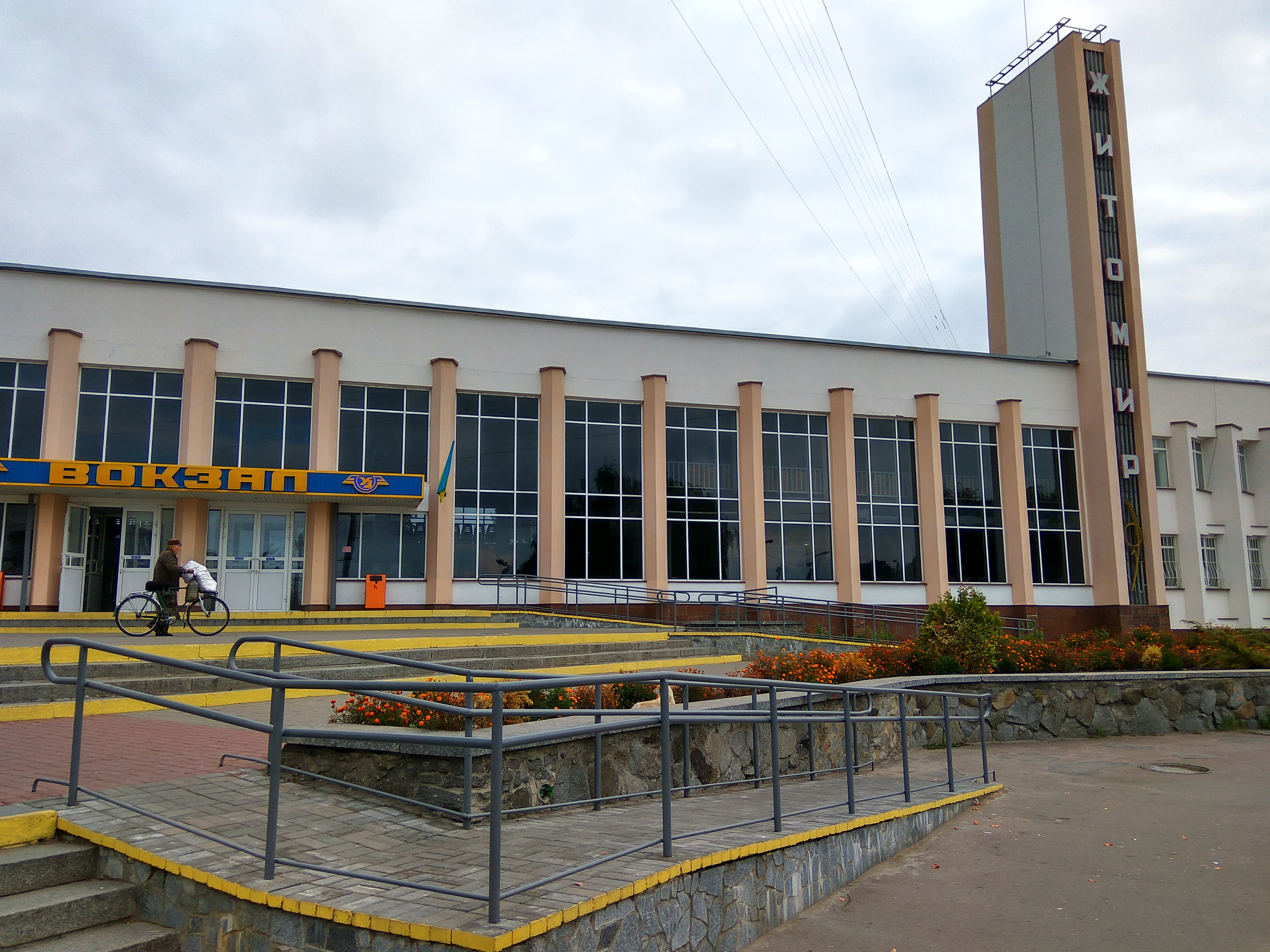
Привокзальний майдан, 2
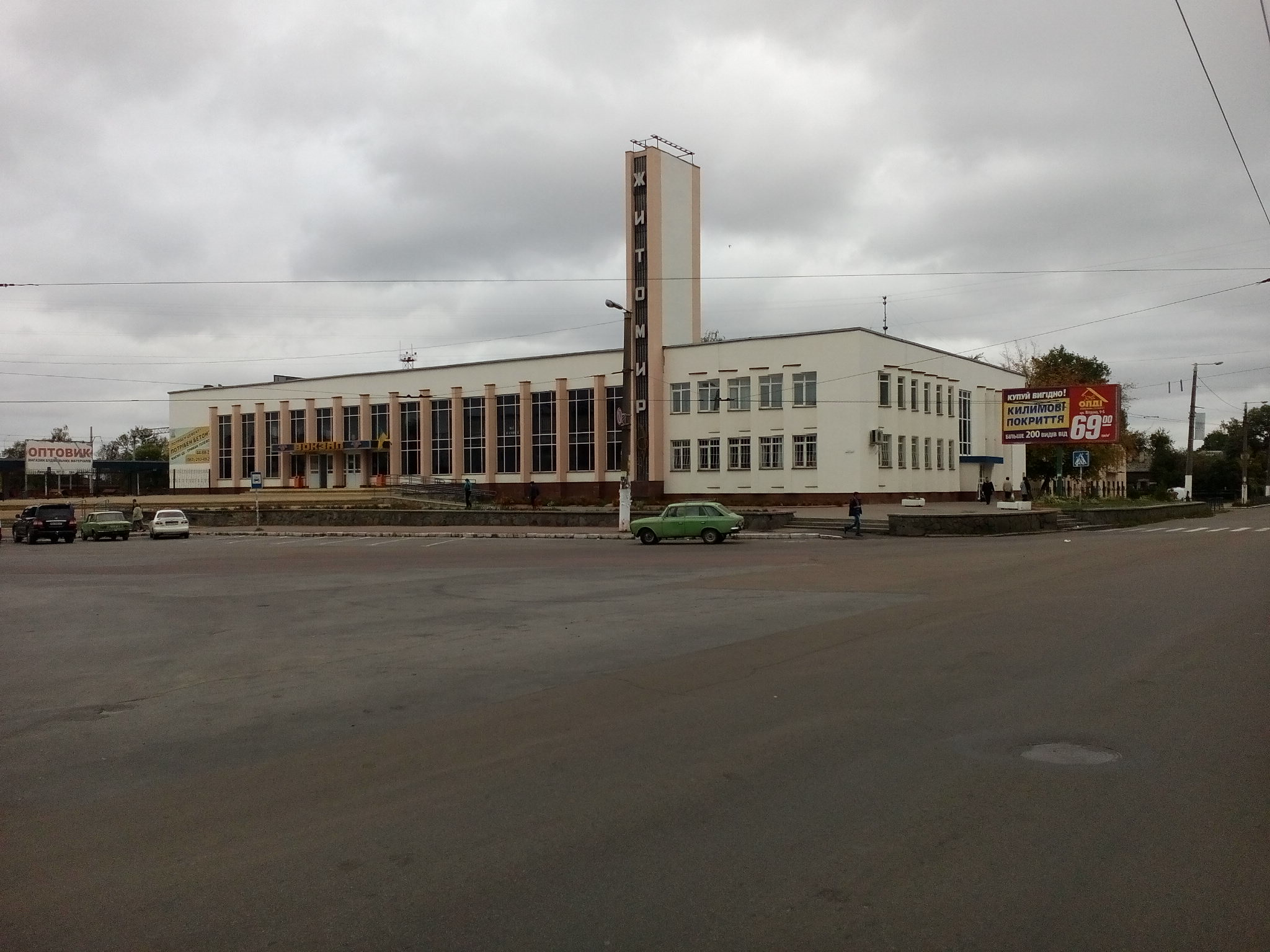
Вокзал станції Житомир